# 台灣飛鴻館龍獅團

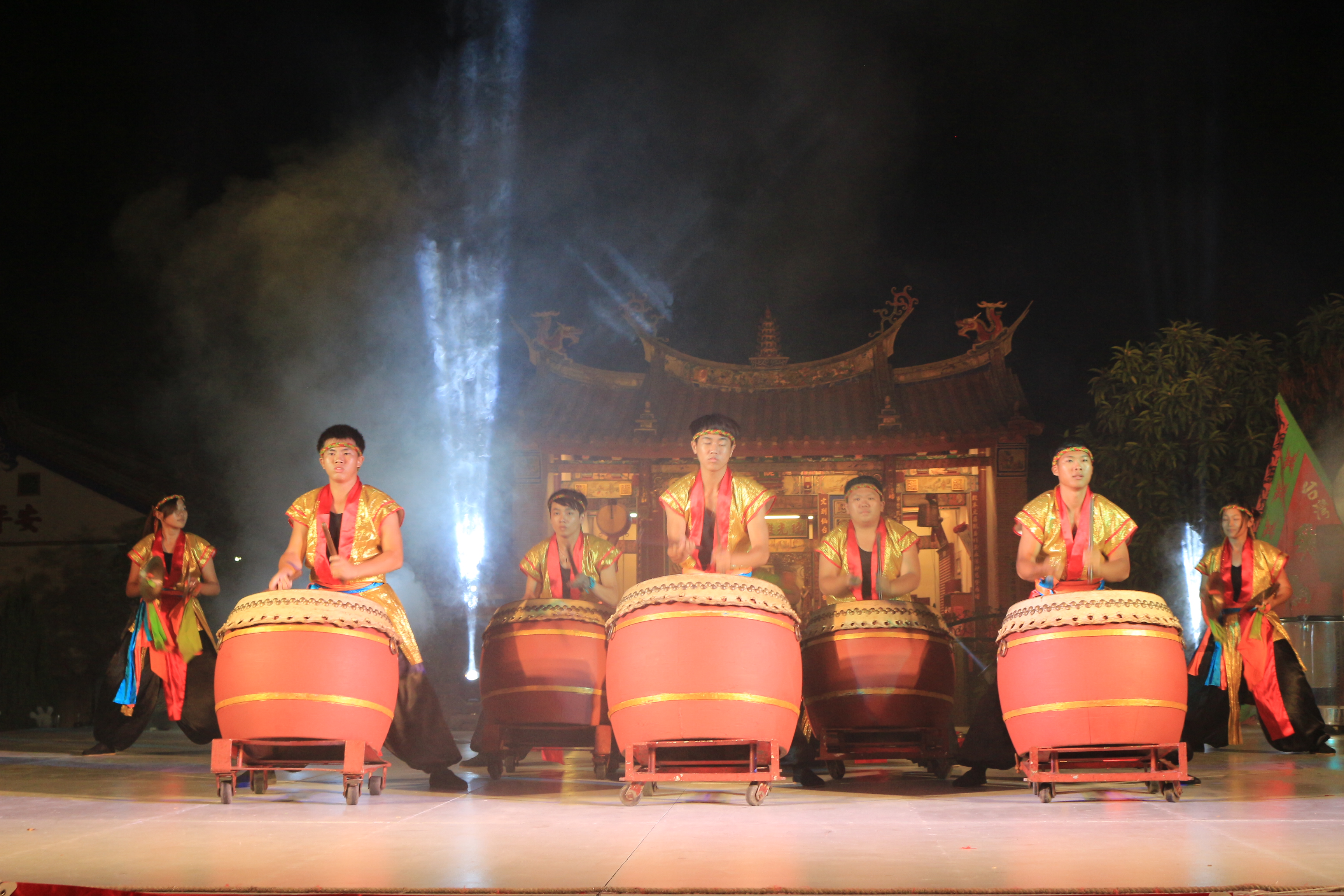
台灣飛鴻館龍獅團所表演的戰鼓

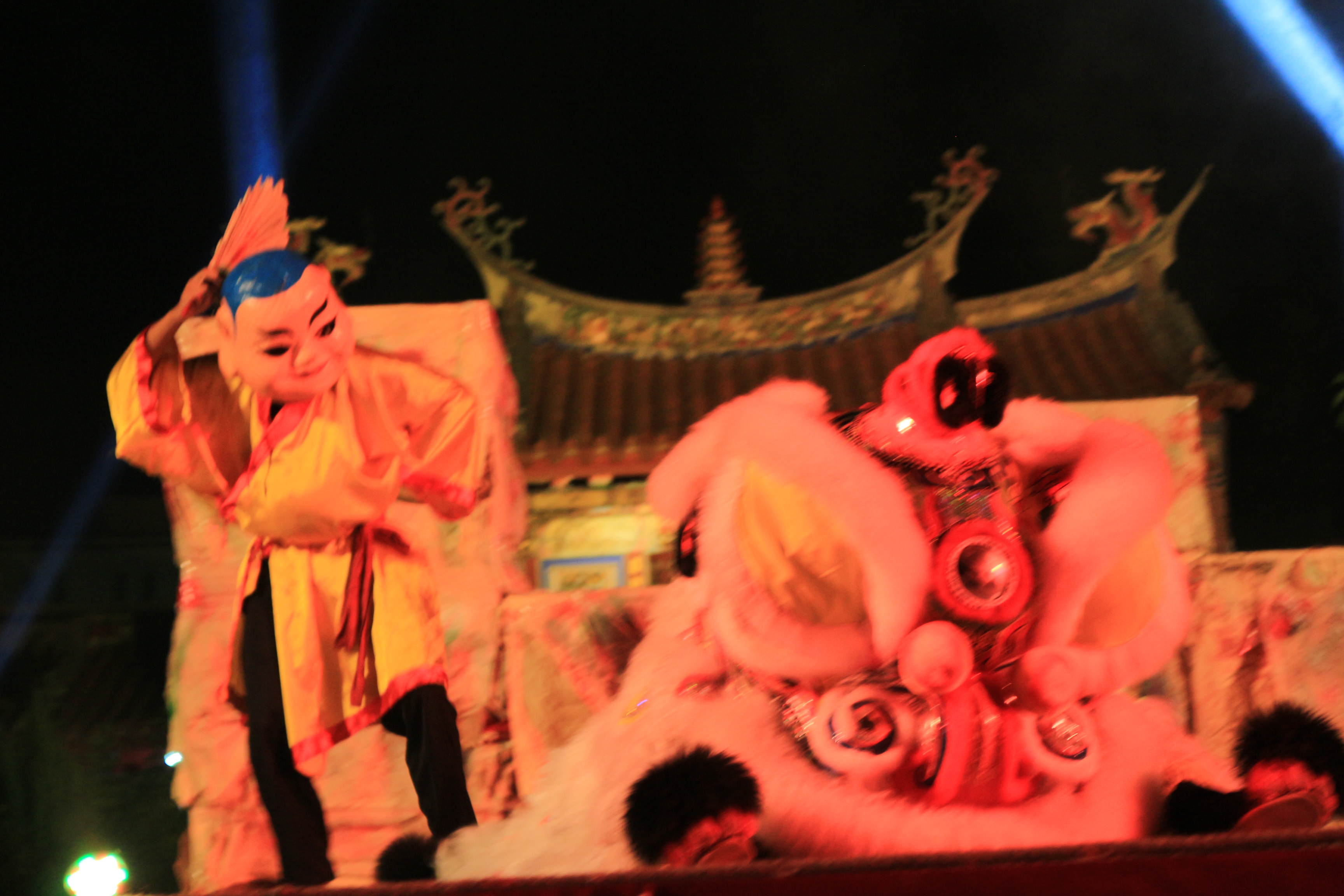
台灣飛鴻館龍獅團、羅漢戲獅

台灣飛鴻館龍獅團位於臺灣彰化縣員林市經常參與臺灣傳統廟會活動或各大型活動演出，曾受邀至大陸廣州、香港、澳門及馬來西亞等地參與國際舞龍舞獅競賽及演出，兼具傳統龍獅團的特色也積極參與社區社團的教導，及校園鄉土藝術教育的傳承與推廣活動。

## 介紹
創立於1993年，由李錦春先生創立，飛鴻館的戰鼓與舞龍舞獅，曾多次參與台灣大型慶典活動，民俗技藝專場演出以『演』與『譯』的方式介紹給廣大民眾,台灣道地的民俗藝陣演出，透過雅俗共賞的展演活動欣賞優良之傳統表演藝術之美。。

## 大事紀
- 1998至2014年獲選彰化縣傑出演藝團隊
- 2015廣州醒獅群英會金獎

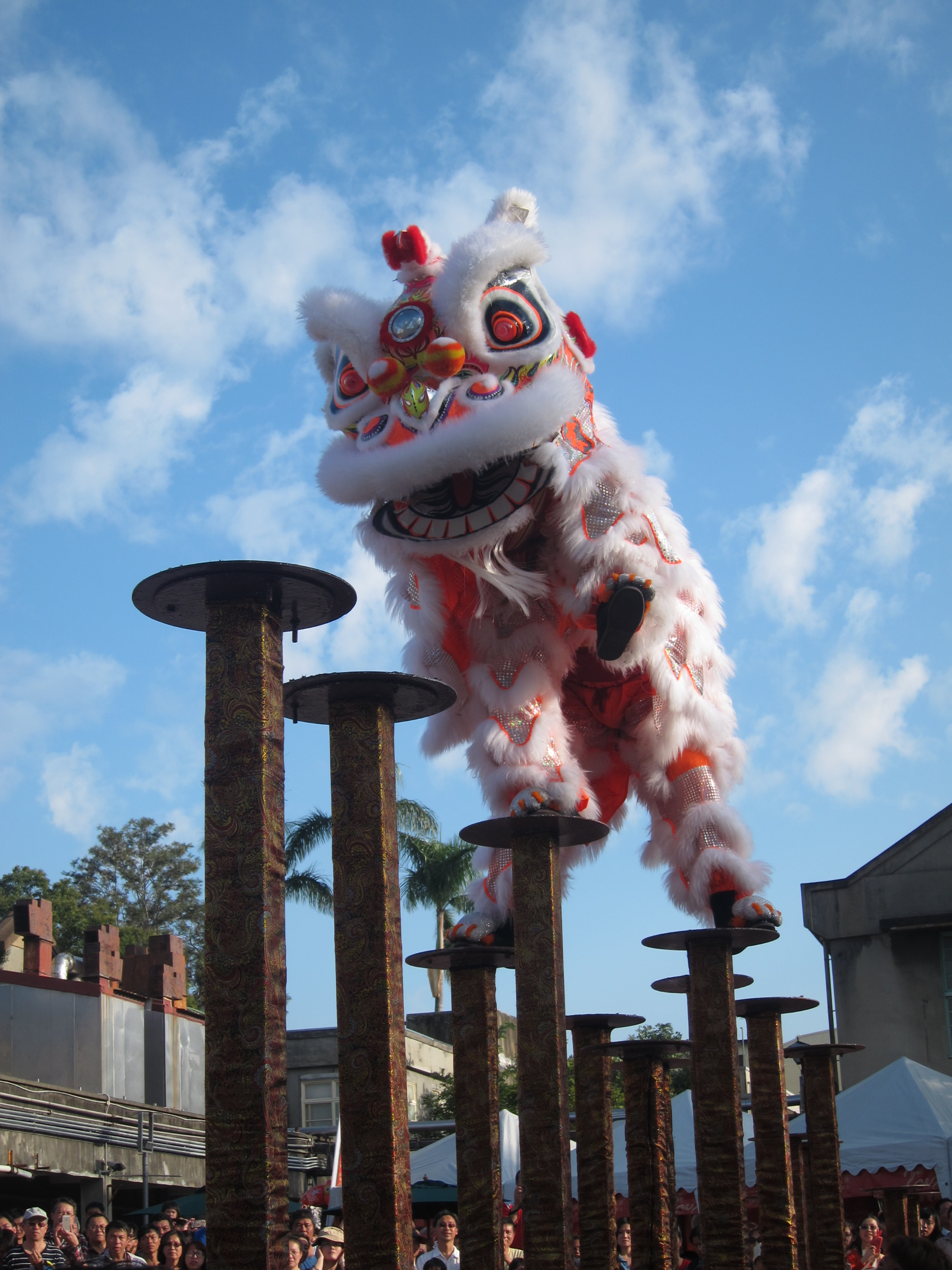
高樁上的舞獅
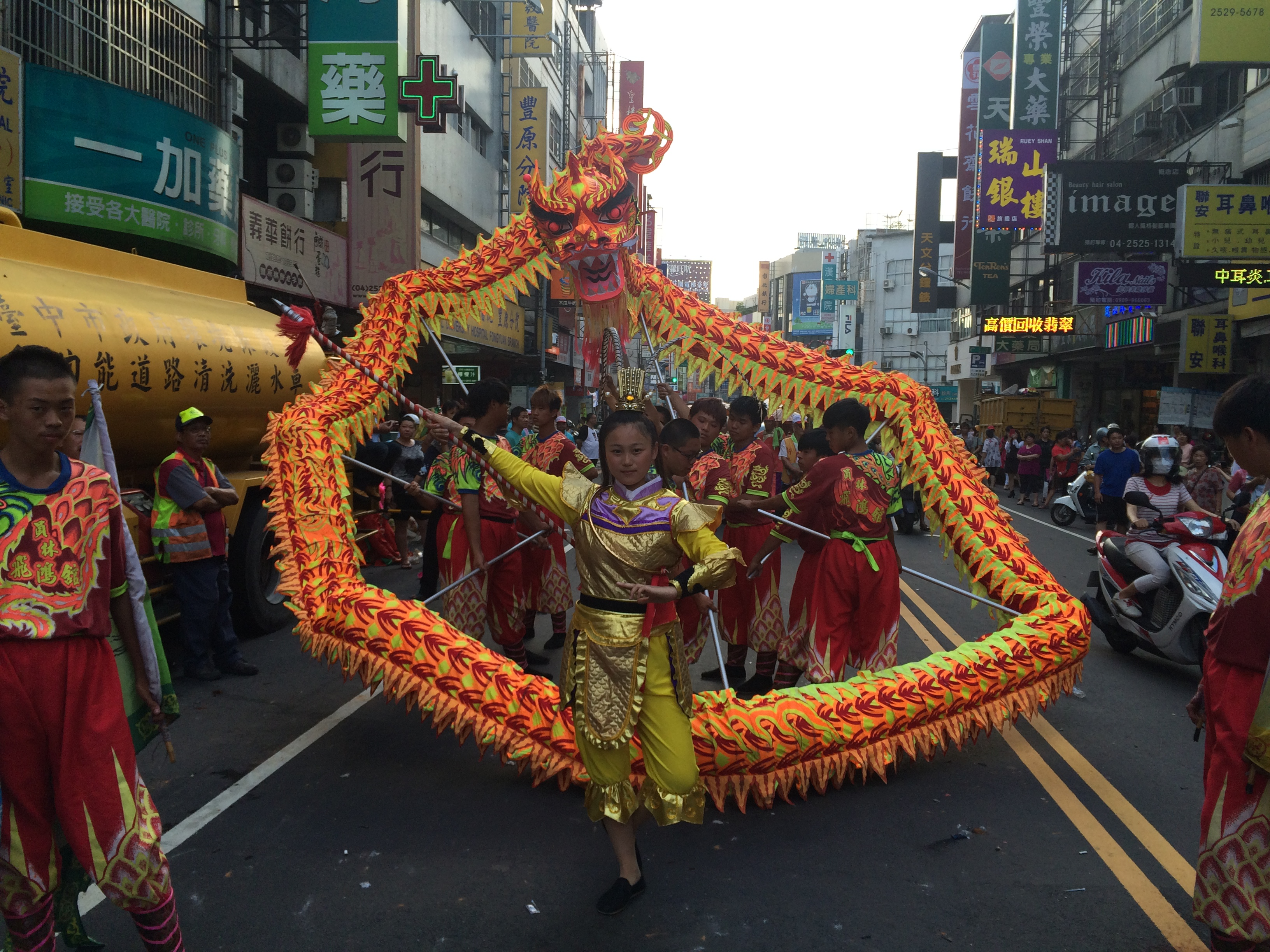
舞龍融入戲劇性的元素

## 民俗技藝
傳統藝術
- 戰鼓：傳統醒獅鼓樂為主，加入武術打擊元素，[1]，將傳統樂器溶入震撼的曲目，創造不同於傳統的演奏展現。
- 舞獅：表現出舞獅[2]上樁採青時神乎其技的特技動作與活潑逗趣的神態[3],最後一鼓作氣跳上高樁採青旋歸,帶給觀眾無限的驚豔。
- 舞龍：舞龍[4]則有祈求風調雨順之意[5]，「龍從雲」代表雨水，農業生產有賴雨水滋潤，便以舞龍祈求雨水豐沛、五穀豐收。

組織運作
推廣具有台灣本土表演藝術特色之戰鼓、舞龍、舞獅傳統民俗技藝，落實推廣「民俗文化、傳承技藝」之理念，養成團員之間合作配合、協同一致的團隊精神，傳承及保存民俗技藝，並提昇成為雅俗共賞的民俗表演藝術，將舞龍舞獅技藝推往校園扎根，使傳統民俗表演藝術與社會潮流及學校教育能互相結合，並發展融貫性跨領域及專業技藝的新架構，以促進傳統民俗技藝不被現代社會所淘汰。民俗技藝專場演出,以『演』與『譯』的方式介紹給廣大民眾,培使觀眾接觸並了解舞龍舞獅之文化與藝陣生態,台灣道地的民俗藝陣劇場演出方式辦理，透過雅俗共賞的展演活動，提供廣大觀眾親近傳統藝術文化，欣賞優良之傳統表演藝術之美。

## 外部連結
- 台灣飛鴻館龍獅團
- 台灣飛鴻館龍獅團 Facebook